# Cuzco (metropolitana di Madrid)
Cuzco è una stazione della linea 10 della metropolitana di Madrid situata sotto l'omonima piazza, tra i quartieri di Hispanoamérica (Chamartín) e Castillejos, all'incrocio tra il Paseo de la Castellana e avenida de Alberto Alcocer.

## Storia
La stazione venne inaugurata il 10 giugno 1982, come parte della linea 8. L'8 gennaio 1998 passò a fare parte della linea 10.

## Accessi
Vestibolo Cuzco
- Paseo Castellana, impares (dispari) Paseo de la Castellana, 125
- Paseo Castellana, pares (pari) Paseo de la Castellana, 162